# Нямунас (журнал)
«Ня́мунас» (лит. Nemunas; «Неман») — название двух разных литовских журналов.
- «Ня́мунас» — литературный и культурный журнал, выходивший в США в 1950. Вышло 6 номеров. Издатель и редактор журнала Людас Довиденас (лит. Liudas Dovydėnas). В журнале публиковались статьи, стихотворения, прозаические произведения Витаутаса Алантаса, Йонаса Балиса, Людаса Довиденаса, Юозаса Кекштаса, Альгирдаса Ландсбергиса, Йонаса Мекаса, Генрикаса Радаускаса, воспоминания Винцаса Креве о советизации Литвы.

- «Ня́мунас» — ежемесячный иллюстрированный журнал Союза писателей Литвы. Выходит с 1967 в Каунасе. Редакторы: Антанас Дрилинга (1967—1972), Лаймонас Инис (1972—1991), с 1991 Альгимантас Микута. Журнал с самого начала ориентировался на молодёжную аудиторию, публиковал произведения молодых литовских писателей и отличался интересом к современной зарубежной литературе. Помимо произведений молодых литовских писателей, публикует публицистику, статьи, посвящённые изобразительному искусству, кино, истории, также киносценарии, переводы произведений Михаила Булгакова, Джеймса Джойса, Трумена Капоте, Джека Керуака, Франца Кафки, Осипа Мандельштама, Булата Окуджавы, Марселя Пруста, Р. М. Рильке, Пауля Целана и др.